# Chiojdu
Chiojdu – wieś w Rumunii, w okręgu Buzău, w gminie Chiojdu. W 2011 roku liczyła 1041 mieszkańców.